# Las Mulas Indijanci
Las Mulas Indijanci, ime koje su možda pogrešno dali John Reed Swantona i A. C. Fletcher za neku skupinu Indijanaca koja je po njima živjela na Rancho de las Mulas, osnovanom prije 1755. na Cibolo Creeku istočno od San Antonia u Teksasu. O njima ne postoje nikakvi dokumenti, niti se spominju igdje u Teksasu. Frederick Webb Hodge ih navodi na popisu plemena koja su živjela na Karankawan teritoriju.